# Silke Lambeck
Silke Lambeck (* 1964 in Essen) ist eine deutsche Journalistin und Schriftstellerin.

## Leben
Silke Lambeck studierte in Berlin Germanistik und Theaterwissenschaften und arbeitete danach als freie Journalistin, u. a. für die Berliner Zeitung. Ihr Buch Die wilde Farm wurde verfilmt und lief 2010 in den deutschen Kinos. 2022 war sie Mitgründerin des PEN Berlin.
Mit ihrer Familie lebt sie in Berlin.

## Werke
- Das große Jein – Zwanzig Frauen reden über die Kinderfrage. Rowohlt Verlag, Berlin 2006, ISBN 978-3-87134-540-1.
- Herr Röslein. Bloomsbury, Berlin 2007, ISBN 978-3-8270-5197-4.
- Herr Röslein kommt zurück. Bloomsbury, Berlin 2008, ISBN 978-3-8270-5283-4.
- Die wilde Farm. Bloomsbury, Berlin 2010, ISBN 978-3-8270-5384-8.
- Kakadudel. Bloomsbury, Berlin 2010, ISBN 978-3-8270-5376-3.
- Wo bleibt Herr Röslein? Bloomsbury, Berlin 2010, ISBN 978-3-8270-5409-8.
- Das Weihnachtsmann-Projekt. Bloomsbury, Berlin 2011, ISBN 978-3-8270-5477-7.
- Mein Freund Otto, das wilde Leben und ich. Gerstenberg Verlag, Hildesheim 2018, ISBN 978-3-8369-5625-3.
- Mein Freund Otto, das große Geheimnis und ich. Gerstenberg Verlag, Hildesheim 2019, ISBN 978-3-8369-6013-7.
- Was macht der Kater wenn ich schlafe? Gerstenberg Verlag, Hildesheim 2021
- Mein Freund Otto, das Blaue Wunder und ich. Gerstenberg Verlag, Hildesheim 2021

## Auszeichnungen
- 2001: Theodor-Wolff-Preis für „Ackermanns Traum“ in der Berliner Zeitung vom 28./29. Oktober 2000[3]
- 2009: Prix Chronos für „Herr Röslein“[4]
- 2011: Hansjörg-Martin-Preis für „Die wilde Farm“